# Arthroleptis xenodactyloides
Arthroleptis xenodactyloides Hewitt, 1933 è un anfibio anuro, appartenente alla famiglia degli Artroleptidi.

## Distribuzione e habitat
Si trova sugli altopiani orientali di Zimbabwe, Zambia e Malawi, in Mozambico centrale e settentrionale, nella Tanzania nord-orientale e nel vicino Kenya meridionale costiero, con poche segnalazioni nel Kenya centrale.